# Johann Eglof von Knöringen

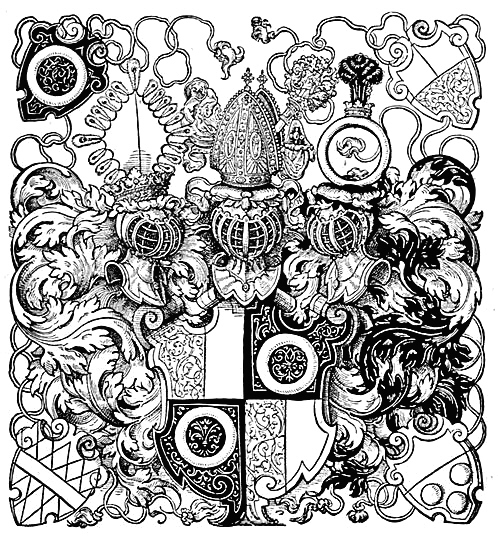
Wappen des Bischofs

Johann Eglof von Knöringen oder Johannes Egolf von Knöringen (* 25. Juli 1537; † 4. Juni 1575 in Dillingen) war Bischof von Augsburg in den Jahren 1573 bis 1575 und wurde vom Kaiser zum Pfalzgraf ernannt.
Johann Egolf aus dem schwäbischen Ministerialengeschlecht Knöringen war seit dem Jahr 1547 Kanoniker in Freising und später (1552) in Augsburg. 1559 begann er in Ingolstadt sein Studium und führte dies in Bologna und Freiburg fort. Seit 1564 bekleidete er als Angehöriger des Würzburger Domkapitels das Amt des dortigen Domschholasters, das er 1570 zugunsten des späteren Würzburger Fürstbischofs, des jungen und von ihm selbst vorgeschlagenen Julius Echter von Mespelbrunn resignierte. Er wurde schließlich 1570 zum Apostolischen Protonotar ernannt und 1573 zum Fürstbischof von Augsburg gewählt. Im Augsburger Zinsstreit kam es zu heftigen Auseinandersetzungen mit den Jesuiten. Johann Egolf sprach sich gegen die Reformation aus und versuchte, deren Vormarsch zu verhindern.
Vor seinem Tod vermachte er 1573 auf Vermittlung von Martin Eisengrein seine umfangreiche Sammlung von 6062 Büchern sowie Gemälden, Kunstgegenständen und Mineralien der Universität Ingolstadt. Diese bildete so den Grundstock der wissenschaftlichen Sammlungen der Universität, die sich nach der Verlegung der Landesuniversität nach Landshut und später nach München heute dort in der Universitätsbibliothek der LMU befindet.